# Charnos
Charnos är ett brittiskt underklädesföretag, som i huvudsak tillverkar och saluför damstrumpor och behåar. Företagets flaggskepp är behån Charnos Bioform - "for the ultimate support".